# Napoli (provins)
 For alternative betydninger, se Napoli (flertydig). (Se også artikler, som begynder med Napoli)
Provinsen Napoli (It. Provincia di Napoli) var indtil 31. december 2014 en provins i regionen Campania i det sydlige Italien. Napoli var provinsens hovedby.
Provinsen var den folkerigeste i Italien med 3.127.390 indbyggere efter folketællingen i 2013. Provinsen Napoli var med 2.670,7 indbyggere pr. km² den mest tætbefolkede italienske provins.

## Geografi
Provinsen Napoli ligger i den vestlige del af Campania og grænser til:
- i nord mod provinserne Caserta og Benevento,
- i øst mod provinserne Avellino og Salerno,
- i syd og i vest mod Tyrrhenske hav.